# Чарлз-Сіті (Айова)
Чарлз-Сіті (англ. Charles City) — місто (англ. city) в США, в окрузі Флойд штату Айова. Населення — 7396 осіб (2020).

## Географія
Чарлз-Сіті розташований за координатами 43°3′53″ пн. ш. 92°40′28″ зх. д. / 43.06472° пн. ш. 92.67444° зх. д. (43.064760, -92.674457).  За даними Бюро перепису населення США в 2010 році місто мало площу 16,32 км², з яких 16,10 км² — суходіл та 0,22 км² — водойми.

## Демографія
Згідно з переписом 2010 року, у місті мешкали 7652 особи в 3440 домогосподарствах у складі 1964 родин. Густота населення становила 469 осіб/км².  Було 3761 помешкання (230/км²).
Расовий склад населення:
| - 92,7 % — білих - 2,5 % — чорних або афроамериканців - 2,5 % — азіатів - 0,2 % — корінних американців - 0,1 % — вихідців з тихоокеанських островів - 1,0 % — осіб інших рас |

До двох чи більше рас належало 1,1 %. Частка іспаномовних становила 2,6 % від усіх жителів.
За віковим діапазоном населення розподілялося таким чином: 23,0 % — особи молодші 18 років, 53,9 % — особи у віці 18—64 років, 23,1 % — особи у віці 65 років та старші. Медіана віку мешканця становила 42,9 року. На 100 осіб жіночої статі у місті припадало 88,7 чоловіків;  на 100 жінок у віці від 18 років та старших — 84,5 чоловіків також старших 18 років.
Середній дохід на одне домашнє господарство  становив 48 254 долари США (медіана — 39 053), а середній дохід на одну сім'ю — 56 455 доларів (медіана — 45 324). Медіана доходів становила 41 226 доларів для чоловіків та 31 146 доларів для жінок. За межею бідності перебувало 16,8 % осіб, у тому числі 23,9 % дітей у віці до 18 років та 7,0 % осіб у віці 65 років та старших.
Цивільне працевлаштоване населення становило 3588 осіб. Основні галузі зайнятості: виробництво — 25,3 %, освіта, охорона здоров'я та соціальна допомога — 20,9 %, роздрібна торгівля — 16,4 %.